# Робърт Фогел
Робърт Уилям Фогел (на английски: Robert William Fogel) е американски икономист, работил в областта на стопанската история.
През 1993 г. получава Наградата за икономически науки на Шведската банка в памет на Алфред Нобел, заедно с Дъглас Норт. Основният му принос за икономиката, за което е награден с Нобелова награда, е създаването на клиометрията.